# شبه جزيرة كلوتشاك
شبه جزيرة كلوتشاك (بالإنجليزية: Klutschak)‏ تقع على الجانب الشمالي من البر الرئيسي نونافوت في كندا. إلى الغرب من جزيرة أوريلي و خليج الملكة مود، وإلى الشرق من شبه جزيرة أديلايد.